# 이키산역
이키산역(일본어: 一貴山駅)은 일본 후쿠오카현 이토시마시에 위치한 규슈 여객철도 지쿠히 선의 철도역이다. 단선 승강장 1면 1선의 구조를 갖춘 지상역이다.

## 이용 현황
| 승차 인원 추이 | 승차 인원 추이 |
| 연도           | 1일 평균       |
| -------------- | -------------- |
| 2005           | 631            |
| 2006           | 620            |
| 2007           | 602            |
| 2008           | 577            |
| 2009           | 541            |
| 2010           | 520            |

## 역 주변
- 조시 고분 터
- 스즈키 스토어

## 역사
- 1924년 5월 29일 : 기타큐슈 철도의 역으로서 개업.
- 1937년 10월 1일 : 일본 철도성이 매수, 국유화. 지쿠히 선의 역이 된다.
- 1987년 4월 1일 : 일본국유철도 분할 민영화에 의해, 규슈 여객철도가 승계.
- 2010년 3월 13일 : IC카드 SUGOCA의 사용을 개시.
- 2014년 7월 1일 : 무인화.

## 인접 역
| 큐슈여객철도 지쿠히 선 | 큐슈여객철도 지쿠히 선 | 큐슈여객철도 지쿠히 선   |
| ---------------------- | ---------------------- | ------------------------ |
| 가후리 메이노하마 방면 | ■ 지쿠히 선            | 지쿠젠후카에 가라쓰 방면 |